# Xavier García Albiol
Xavier García Albiol   (Badalona, 8 de desembre de 1967) és un polític català, alcalde de Badalona des del 17 de juny de 2023, càrrec que ja havia ostentat en dues ocasions: entre el 2011 i el 2015 i de 2020 a 2021. És regidor del Partit Popular al municipi des del 1991. Va ser Diputat al Parlament de Catalunya de l'octubre del 2015 al gener del 2019, a l'XI i XII legislatures, i candidat a la Presidència de la Generalitat en dues ocasions, a les eleccions del 2015 i les del 2017. Del gener del 2016 al maig del 2018 fou designat representant autonòmic del Parlament de Catalunya al Senat. Va presidir el Partit Popular Català del març del 2017 al novembre del 2018.

## Biografia
Nascut a Badalona el 8 de desembre de 1967, el seu pare, provinent d'Almeria, va ser conductor del camió municipal de neteja, i la seva mare, catalana d'origen, era perruquera. Va créixer al barri de la Morera. Durant la seva joventut es va sentir atret pel bàsquet, esport predilecte de la ciutat. A causa de la seva alçada va jugar durant quatre anys amb el Club Joventut de Badalona en les categories juvenil i júnior i, posteriorment, al Club Bàsquet Sant Josep com a sènior. Encara guarda un fort vincle sentimental amb ambdós clubs.
Està casat amb Vanesa Carcasona i és pare de dos bessons: Sandro i Nadia. García Albiol també és empresari, ha figurat com a administrador únic d'una empresa dedicada a la venda de béns immobles i d'una empresa de venda al detall a través d'Internet. La seva dona també és militant del PP i el 2003 va presentar-se, com a segona de llista, a les eleccions municipals de Torrelles de Llobregat, però la formació no va obtenir cap representació. Ella té una petita empresa dedicada al comerç al detall d'equipaments de telecomunicacions i d'assessoria en matèria de telefonia i comunicacions.

### Trajectòria política inicial (1989-2003)
Sempre ha estat interessat en la política i ja de ben jove va militar al Partit Popular. El 1989 va afiliar-se al partit alhora que començava a formar-se en dret, estudis que mai va finalitzar. Dos anys més tard, a les eleccions municipals de 1991, es va presentar per primera vegada com a cap de llista dels populars a Badalona amb només 23 anys. La formació va obtenir només un regidor, i García Albiol entrà per primera vegada al consistori, des d'on criticà durament la gestió de la ciutat encapçalada pels socialistes i l'alcalde Joan Blanch.
Ha estat president del PP de Badalona en dues ocasions, del 1990 al 1996, i del 2001 fins a l'actualitat. Entremig, va ocupar la Secretaria General del PP de Barcelona de 1995 al 2000. Del 2000 al 2003 també va ser vicesecretari General d'Organització del Partit Popular de Catalunya.
Durant aquest període va tenir altres càrrecs i responsabilitats polítiques més enllà del municipi de Badalona. Del 1991 al 1995 va ser portaveu adjunt del Partit Popular a l'extint Consell Comarcal del Barcelonès per després passar a ser-ne el portaveu titular de 1995 al 1999. Al mateix temps fou conseller de la també extinta Mancomunitat de Municipis de l'Àrea Metropolitana de Barcelona i, posteriorment, del 1999 al 2003, va ser portaveu del Grup Popular a la Diputació de Barcelona.

### Cap de l'oposició a Badalona (2003-2011)
El 2003 va esdevenir, per primera vegada, cap de l'oposició del govern local amb cinc regidors. Des d'aquell any i fins al 2005 va ser secretari de Política Municipal del PPC, i de l'any 2005 al 2008 va ser vicesecretari d'Organització del PPC. L'any 2008 va ser el director de campanya del PPC per a les eleccions generals.

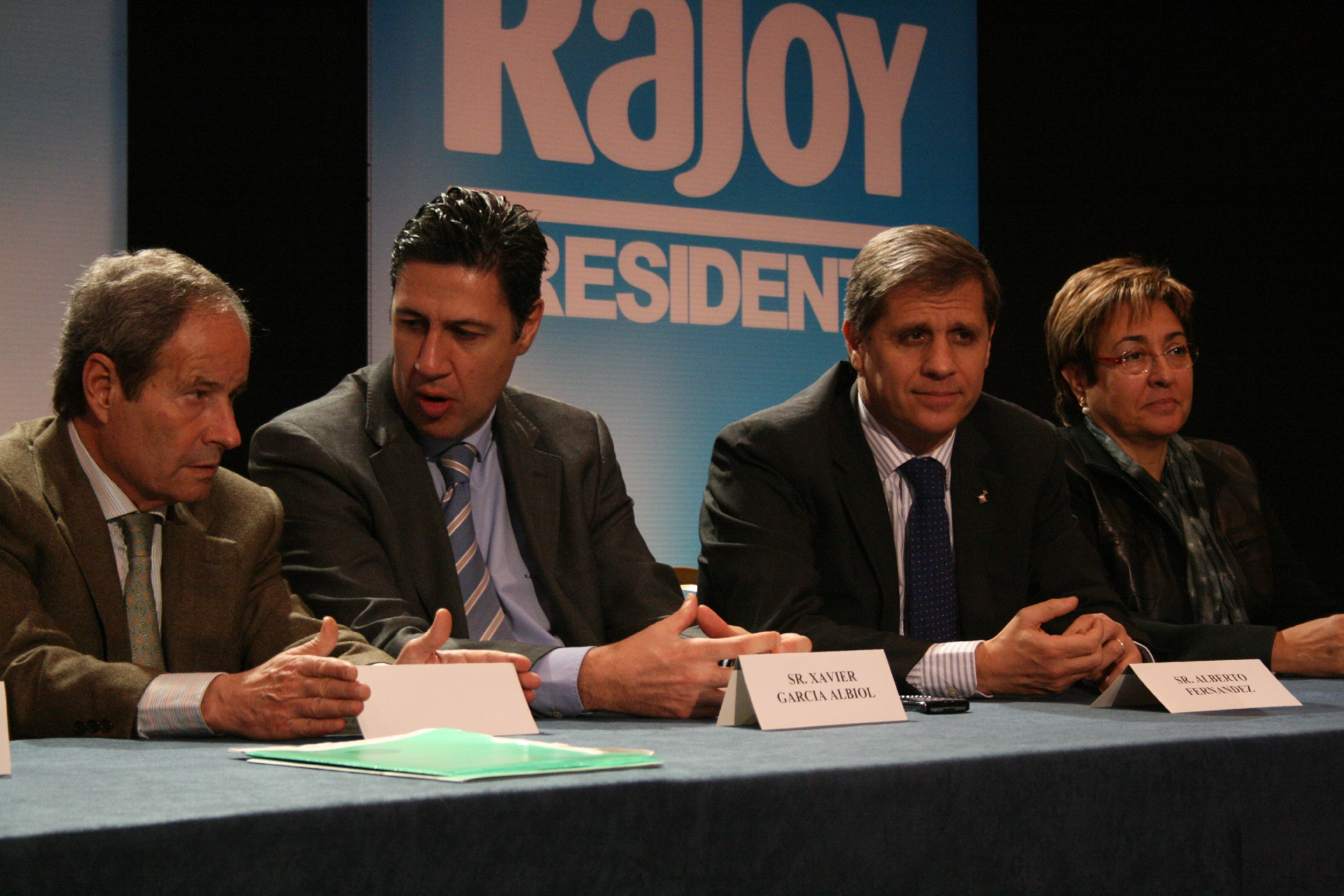
Xavier García Albiol amb altres membres del PP durant la campanya de les eleccions generals del 2008.

La seva trajectòria política ha estat polèmica, sempre amb un discurs crític envers els col·lectius immigrants i el poble gitano. Va promoure una campanya contra la construcció d'una mesquita, assegurant que s'anava a fer en terrenys públics de la ciutat, informació que va resultar ser falsa.
El 2007, durant la campanya electoral municipal, va carregar contra la població immigrant, concretament contra els pisos pastera i l'obertura d'oratoris, assenyalant-los com un dels principals problemes de Badalona. També va distribuir un vídeo on s'intercalaven reflexions i queixes dels veïns sobre l'estat dels barris, especialment de les zones perifèriques de la ciutat, amb imatges d'immigrants, al·ludint així a una possible relació d'aquest col·lectiu amb la degradació soferta en alguns barris. El seu discurs va calar especialment en aquelles zones de Badalona amb un alt percentatge d'immigració, com La Salut, Sant Roc o Artigues. Gràcies a això, el 2007, el PP es va consolidar com a segona força del municipi amb set regidors, només dos per darrere del PSC, que va aconseguir conservar l'alcaldia gràcies als pactes postelectorals.
L'ús de vídeos per donar a conèixer les seves opinions sobre el municipi ha estat força recurrent al llarg de la seva carrera política: el 2009 va promoure Gorg, zona cero, amb clares intencions electorals, on comparava la zona del barri del Gorg en vies de transformació pel projecte urbanístic del canal del Port de Badalona, aleshores força degradada, amb una ciutat bombardejada durant la Segona Guerra Mundial. El mateix any, es va oposar fermament a la construcció d'una mesquita al barri d'Artigues, amb una població força important d'origen pakistanès; argumentant que la decisió convertiria el barri en un «gueto sense solució», i acusant els immigrants de la pèrdua del comerç tradicional i de la marxa dels veïns de tota la vida. Les seves declaracions van ser titllades des de molts àmbits com a xenòfobes i denunciades, en diverses ocasions, per SOS Racisme.
Durant aquest període també va esdevenir president del Grup Popular a la Diputació de Barcelona.

### Alcalde de Badalona (2011-2015)
El 6 de juny del 2011 fou escollit alcalde de Badalona per majoria simple amb els vots a favor dels regidors del PP i l'abstenció dels regidors de CiU. Així Badalona es convertia en la primera gran ciutat de Catalunya governada pel PP. Albiol havia guanyat les eleccions amb onze regidors, els millors resultats del partit a la ciutat, gràcies a un discurs polític centrat en la immigració iniciat l'any 2010 al barri de la Salut, acompanyat d'Alicia Sánchez-Camacho. Malgrat que CiU s'havia posicionat en contra de la seva investidura abans de les eleccions, fou precisament la seva abstenció la que va permetre que García Albiol rellevés al socialista Jordi Serra i Isern en el càrrec. Tot i que els partits sempre ho han negat, algunes veus sostenen que aquesta abstenció va ser a canvi que els populars permetessin la investidura de Xavier Trias com a alcalde de Barcelona.
El seu discurs antiimmigració previ a les eleccions li valgué una denúncia de SOS Racisme per incitació a l'odi i discriminació envers el col·lectiu de gitanos romanesos, de la qual va quedar absolt el 2013.

El primer any de mandat va anul·lar tots els actes institucionals de la Diada Nacional de Catalunya a la ciutat, va eliminar la paraula "Nacional" de la documentació oficial i va fer onejar la bandera espanyola al costat de la Senyera, a diferència del que s'havia fet en anys anteriors. Òmnium Cultural, que tradicionalment organitzava una conferència cada Onze de setembre en col·laboració amb l'ajuntament (que també va ser anul·lada per García Albiol), va qualificar la decisió de l'alcalde d"'un menyspreu absolut als símbols, memòria i tradicions de la ciutat i del país, actituds impròpies d'aquells que ostenten la màxima representació institucional de la ciutat". Amb relació a això, CiU va recordar que el grup municipal del PP no participava en aquest acte des de feia quatre anys "per motius ideològics", i al·legant que l'alcalde actuava "amb cinisme", i Jordi Serra, l'anterior alcalde, va afirmar que amb aquesta decisió demostrava "quin és el seu nivell intel·lectual, sentimental i quin és el respecte que té pel càrrec que ocupa".

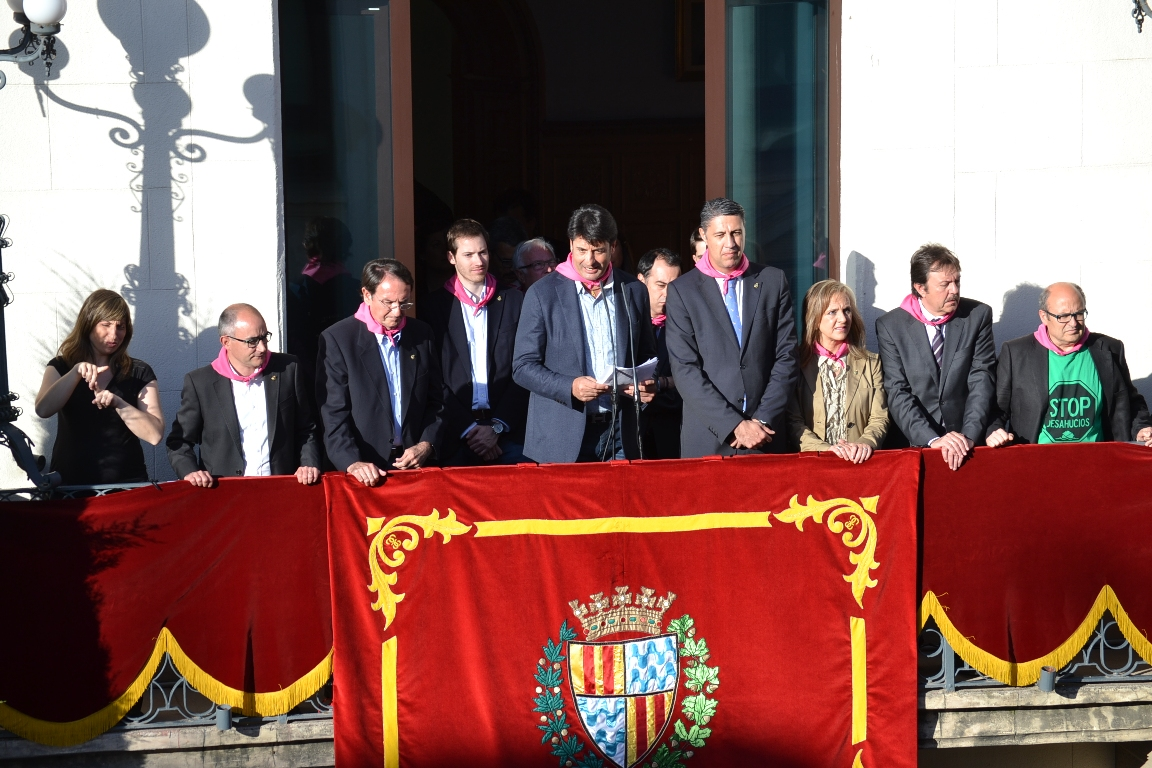
García Albiol durant el pregó de les Festes de Maig de Badalona 2014

La Comissió 11 de setembre de Badalona, formada per un grup de més de quaranta entitats i partits, va programar una Diada alternativa en senyal de protesta, però Albiol els va denegar els permisos necessaris. L'any següent, per la Diada de 2012, va afirmar que "seria un mal alcalde si no fes onejar la bandera espanyola per la Diada", tot i assegurar que no veia "cap problema" en el fet que en el cartell hi hagués la paraula "Nacional", i que l'any anterior no hi havia aparegut per una qüestió de "disseny", "sense cap intenció política".
Durant el seu mandat va haver d'entomar diverses polèmiques relacionades amb irregularitats perpetrades per alguns dels seus regidors i càrrecs de confiança; el 2012 el coordinador del barri de Sant Roc va ser denunciat per extorsió i el 2013 la coordinadora del barri de La Salut va haver de dimitir després de demostrar-se que havia pagat unes obres de millora del seu domicili particular amb diners públics.
Per tot això, el març del 2013 hi va haver un intent de desbancar-lo de l'alcaldia a través d'una moció de censura que, després de setmanes de negociació, no va prosperar a causa de les diferències d'opinió entre els partits de l'oposició municipal (PSC, CiU i ICV-EUiA), incapaços d'acordar qui hauria de substituir-lo a l'alcaldia, si el socialista Jordi Serra o el convergent Ferran Falcó.
El 9 de juliol del mateix any, Albiol va atribuir a la depuradora de Mataró la responsabilitat de la brutícia de les platges de Badalona, acusacions que Joan Mora, l'alcalde maresmenc, va negar al·legant que eren afirmacions sense fonament.
A les eleccions municipals del 2015 intentà revalidar el càrrec, amb una campanya electoral força polèmica que duia per eslògan Limpiando Badalona, però malgrat que la seva formació va continuar en la primera posició a la ciutat, amb deu regidors, un menys que en l'anterior legislatura, un pacte entre les forces d'esquerra i el vot favorable del regidor de Convergència Democràtica de Catalunya va evitar que tornés a ser alcalde. Maria Dolors Sabater i Puig, de Guanyem Badalona en Comú, fou escollida alcaldessa en un ple d'investidura molt seguit, i amb força tensió a l'exterior de l'Ajuntament entre els partidaris i els detractors d'Albiol.
Durant aquest període va continuar sent president del Grup Popular a la Diputació de Barcelona, d'on va arribar a ser Diputat delegat de Salut Pública i Consum, del juliol del 2011 al febrer del 2013, durant el període en què el PP va formar part del govern d'aquesta institució juntament amb CiU. Com a alcalde de Badalona també va esdevenir portaveu del Grup Popular a l'Àrea Metropolitana de Barcelona.

### Candidat a la Presidència de la Generalitat i Senador (2015-2018)
El 2015, en deixar l'alcaldia, tot i mantenir-se com a regidor a l'Ajuntament de Badalona, es va convertir en el candidat del Partit Popular Català a la presidència de la Generalitat de Catalunya a les eleccions al Parlament de Catalunya. El lema de la seva campanya fou Plantem cara, i va començar-la amb l'objectiu d'esdevenir la segona força política del Parlament. Tanmateix, finalment van obtenir 11 escons, convertint-se en la cinquena força de l'hemicicle, molt per sota dels resultats obtinguts per Alicia Sánchez-Camacho a l'anterior legislatura, quan el PPC era la quarta força del Parlament amb 19 escons.
L'abril del 2017 fou elegit president del PPC, després d'una crisi interna de lideratge al partit. En la seva primera roda de premsa, Albiol va intentar mantenir la unitat interna del partit, amb l'objectiu de recuperar vots que havien marxat cap a Ciutadans en els darrers comicis. Durant aquest període fou membre de la Junta Directiva Nacional del Partit Popular i fou designat representant autonòmic del Parlament de Catalunya al Senat, del gener del 2016 al maig del 2018, quan la configuració del nou Parlament sorgit de les eleccions del 2017 el van deixar fora del càrrec.
Molt crític envers el procés independentista català, al llarg del 2017 va exercir una línia dura contra l'independentisme i, com a Senador, va defensar i votar a favor de l'aplicació de l'article 155 de la Constitució espanyola com a resposta a l'1 d'octubre. A les eleccions al Parlament de Catalunya de 2017 tornà a ser elegit diputat pel PPC, partit pel qual encapçalà la llista electoral de la circumscripció de Barcelona com a candidat a la presidència de la Generalitat. En aquests comicis, convocats de forma extraordinària pel President del Govern d'Espanya, Mariano Rajoy, en virtut de l'aplicació de l'article 155 de la Constitució, el seu partit va patir una forta davallada, quedant com a última força de l'hemicicle, amb només quatre escons, els pitjors resultats electorals de la història del partit a Catalunya. Això va comportar que el PPC perdés per primera vegada el seu Grup Parlamentari, havent de compartir el Grup Mixt amb els quatre representants de la CUP.
El juny del 2018, com a regidor de l'Ajuntament de Badalona, va donar suport a la moció de censura presentada pel PSC contra l'alcaldessa Dolors Sabater. L'èxit de la moció va suposar la investidura d'Àlex Pastor com a nou alcalde de la ciutat.

### Retorn a Badalona i segon mandat (2018-2022)
El 27 de setembre de 2018 va anunciar que tornava a presentar-se com a candidat a l'alcaldia de Badalona, amb el lema de campanya «Albiol, alcalde de tots» sense incloure les sigles del Partit Popular. Pocs dies després va anunciar que deixava el seu escó al Parlament de Catalunya i la presidència del PPC mitjançant la convocatòria d'un congrés extraordinari per substituir-lo en el càrrec, per poder-se centrar en la seva candidatura a l'alcaldia de Badalona. Malgrat que la seva candidatura fou la més votada a les eleccions municipals del 2019, millorant els resultats de les eleccions del 2015, no obtingué la majoria necessària per a ser investit alcalde. En un ple incert i força tens, el 15 de juny del 2019, Àlex Pastor fou reelegit alcalde de la ciutat, amb el suport de tots els partits de la corporació municipal a excepció del d'Albiol.
Arran de la dimissió d'Àlex Pastor com a alcalde i regidor de Badalona, després d'haver estat detingut pels Mossos d'Esquadra, el 21 d'abril del 2020, per conduir amb símptomes d'embriaguesa i haver-se saltat el confinament decretat per la pandèmia de coronavirus, es va convocar un nou ple d'investidura per escollir el seu successor el 12 de maig del 2020. A causa del desacord entre les diverses forces polítiques d'esquerres, especialment entre Guanyem, el PSC i ERC, cap dels tres candidats a l'alcaldia -Xavier García Albiol, Dolors Sabater i Rubén Guijarro- no va obtenir la majoria necessària per a ser investit; d'aquesta manera, tal com estableix la llei, el candidat de la llista més votada a les eleccions del 2019, Xavier García Albiol, fou proclamat automàticament alcalde de Badalona.

#### Els Papers de Pandora (2021)
El 13 d'octubre de 2021 es faria públic que Xavier García Albiol apareixia a la llista dels Papers de Pandora. García Albiol va rebre un poder general per gestionar una societat a Belize (un conegut paradís fiscal al nord de Centreamèrica) l'any 2005, quan era un alt càrrec del Partit Popular de Catalunya, i hi restà vinculat fins al 2015, quan encara era alcalde de Badalona. Es desconeix, però, si s'emprà o com s'usà aquest poder, que fou tramitat a través d'una gestora andorrana vinculada a l'entitat financera Andbank, ja que es tractava d'un escrit obert i genèric de 23 punts que permetia obrir comptes bancaris a l'estranger, administrar tots els seus béns, obrir comptes corrents al seu nom o prendre crèdits i préstecs. Albiol rebria el document per gestionar amb àmplies facultats la societat Luverne International, una societat registrada l'1 de gener de 2005 a través del despatx d'Alemán, Cordero, Galinde y Lee (Alcogal), un dels catorze bufets investigats als Papers de Pandora; com a directors de la societat hi apareixien Edgardo E. Díaz i Myrna Navarro, noms que es repetien en altres documents d'aquesta firma dedicada a la creació de societats mercantils offshore, vinculada a altres personalitats com Pep Guardiola o Miguel Bosé. Segons els informes, Luverne International es dissolgué el 9 de desembre de 2015, quan Albiol ja havia deixat l'alcaldia de Barcelona i era diputat del Parlament de Catalunya. Ell mateix reconegué l'existència del poder i explicà que uns coneguts del seu entorn familiar li oferiren i ell acceptà amb l'objectiu de fer negocis a Centreamèrica que mai es realitzaren. L'alcalde assenyalà que ell no obtingué rendiments d'aquesta societat i que no en cobrà "ni un euro", i que tampoc coneixia qui estava en aquesta societat d'accionistes. Ramon Riera, que fou primer tinent d'alcaldia d'Albiol durant el seu primer mandant a l'Ajuntament de Badalona, i regidor d'Hisenda i Recursos Interns del 2011 al 2015 i, posteriorment, regidor de Sanitat durant el segon mandat d'Albiol del 2020 al 2021, compartia amb ell els poders per gestionar la societat de Belize.
Arran de la seva implicació en els Papers de Pandora, l'oposició en ple del consistori badaloní va decidir presentar una moció de censura contra l'alcalde el 22 d'octubre del 2021. El 8 de novembre, la moció prosperà i fou proclamat nou alcalde de la ciutat el socialista Rubén Guijarro amb els vots a favor del PSC, ERC, Guanyem, BeCP i JxCat. Xavier García Albiol passà, de nou, a ser el cap de l'oposició de Badalona.

#### Candidat a l'alcaldia de Badalona a les eleccions de 2023
L'octubre de 2021 va ser confirmat com a candidat a les eleccions municipals de 2023, malgrat l'escàndol de Pandora, argumentant que la seva presència en els papers no implicaven cap il·legalitat ni l'invalidava com a alcaldable.
Durant la campanya de les eleccions, Albiol va basar la seva campanya en el lema Badalonisme, definit com un moviment transversal a tot espectre ideològic, tant de la dreta com de l'esquerra, passant per l'independentisme, i amb l'objectiu de recuperar una ciutat de la que sentir-se orgullós després d'anys de decadència. La llista electoral que va presentar incloïa pràcticament la meitat de perfils independents al partit, procedents de diversos àmbits socials, inclòs l'exdiputat de Ciutadans al Parlament de Catalunya, David Mejía. A les eleccions del 28 de maig de 2023 va obtenir la majoria absoluta del consistori, amb 18 dels 27 regidors del Ple.

### Tercer mandat (2023 -)
Després d'obtenir una folgada majoria absoluta a les eleccions municipals de 2023, Albiol va ser nomenat alcalde de Badalona per tercera vegada el 17 de juny.